# Umán (Micronesia)
Umán  es un municipio de Estados Federados de Micronesia, en el estado de Chuuk.